# Trykkefrihedsselskabet af 2004
|  | For det historiske selskab, der eksisterede 1835-1848, se Selskabet for Trykkefrihedens rette Brug. |
Trykkefrihedsselskabet af 2004 er en dansk forening, der med deres egne ord "har til formål at beskytte det frie ord, hvor det trues". Selskabet har især markeret sig med kritik af islamisme, som det ser som tidens største trussel mod ytringsfriheden. Også den manglende ytringsfrihed i bl.a. Kina har dog haft fokus i foreningen; eksempelvis afholdt selskabet den 4. november 2007 konferencen Kina bag facaden med deltagelse af kinesiske menneskerettigheds- og demokratiforkæmpere.
Trykkefrihedsselskabet blev grundlagt i oktober 2004 af journalist Lars Hedegaard, historiker David Gress, folketingsmedlemmerne Søren Krarup og Jesper Langballe og filosoffen Kai Sørlander. Anledningen var, at Lars Hedegaard blev nægtet optagelse i Dansk PEN, en organisation der kæmper for ytringsfrihed og imod racisme, på grund af hans kritik af islam og muslimer. Navnet er inspireret af det historiske Trykkefrihedsselskab, Selskabet for Trykkefrihedens rette Brug, der virkede under enevælden i tiden frem til Grundloven af 1849.
Andre personer med tilknytning til Trykkefrihedsselskabet er skuespilleren Farshad Kholgi og kunstneren Firoozeh Bazrafkan.

## Publikationer
Selskabet udgiver internettidsskriftet Sappho. Det er opkaldt efter den klassiske digterinde Sappho, som selskabet ser som "symbolet på ukonventionel frihedstrang og menneskeligt ligeværd".

## Trykkefrihedsprisen
Trykkefrihedsselskabet uddeler Trykkefrihedsprisen til forkæmpere for ytringsfriheden.
Trykkefrihedsprisen for 2006 uddeltes den 3. juni 2006 til den norske standup-komiker og debattør Shabana Rehman samt den engelske menneskerettighedsforkæmper Roy Brown.
I 2007 tildeltes prisen til den amerikanske historiker Daniel Pipes for hans kamp for ytringsfriheden, kamp mod islamisme, arbejde for akademisk frihed på amerikanske universiteter og støtte til muslimske dissidenter. Prisen blev overrakt den 10. marts 2007 på Arbejdermuseet i København.
I 2008 blev prisen givet til den pakistanske islam-forsker og forfatter Ibn Warraq.
I 2009 blev prisen givet til den iransk/hollandske politiker og frafaldne muslim, Ehsan Jami.
I 2010 blev prisen givet til Uriaspostens blogredaktør, Kim Møller.

## Sapphoprisen
Journalistprisen Sapphoprisen tildeles til "en person, der har forenet journalistisk dygtighed med uforfærdethed og kompromisløshed". Med prisen følger 20.000 kroner og en skulptur af digterinden Sappho af kunstneren Uwe Max Jensen.
Sapphoprisen for 2007 blev givet til journalist Flemming Rose. Prisen blev overdraget af den norske aktivist Hege Storhaug i Dansk Forfatterforenings lokaler i København den 27. marts 2007.
Sapphoprisen for 2008 blev tildelt tegneren Kurt Westergaard, der stod bag den mest kontroversielle af Muhammed-tegningerne fra 2006. På grund af mordtrusler har han siden levet i skjul.
I 2009 blev sapphoprisen givet til Melanie Phillips for hendes bestseller Londonistan: How Britain is Creating a Terror State Within.
I 2010 fik den canadisk-fødte forfatter, Mark Steyn sappho-prisen for sine bøger America Alone og Lights Out.
I 2011 blev prisen givet til den amerikanske forfatter, Rachel Ehrenfeld.

## Kritik
Bl.a. Politikens tidligere chefredaktør Tøger Seidenfaden opfattede Trykkefrihedsselskabets påståede forsvar for ytringsfriheden som et skalkeskjul for had mod muslimer og fremmede. Han har derfor været en uforsonlig kritiker af selskabet og dets medlemmer. På et møde arrangeret af Trykkefrihedsselskabet den 2. oktober 2007 om truslerne mod den svenske kunstner Lars Vilks udtrykte Seidenfaden kraftigt sit mishag. Også andre har deltaget i kritikken af Trykkefrihedsselskabet.

## Ekstern henvisning
- Trykkefrihedsselskabet
- Sappho, Trykkefrihedsselskabets tidsskrift, Sappho